# Ali Kafi
Ali Kafi, alžirski politik, * 7. oktober 1928, M'Souna, Alžirija, † 16. april 2013, Ženeva, Švica.
Kafi je bil predsednik Alžirije med letoma 1992 in 1994.